# پی-۴۳ ریپابلیک
پی-۴۳ ریپابلیک (به انگلیسی: Republic_P-43_Lancer) یک هواگرد از نوع هواپیمای جنگنده ساخت شرکت Republic Aviation Company است. هواگرد پی-۴۳ ریپابلیک نخستین پروازش را در مارس ۱۹۴۰ میلادی انجام داد. این هواگرد در سال ۱۹۴۱ میلادی رسماً معرفی گردید و در سال‌های ۱۹۴۰–۱۹۴۱ تولید شده‌است. در مجموع، تعداد ۲۷۲ فروند از این هواگرد ساخته شده‌است.